# 杭广高速动车组列车
杭广高速动车组列车是中国铁路运行于广东省省会广州市广州南站至浙江省省会杭州市杭州东站间的高速动车组列车，自2014年12月10日起开行，由上海局集团杭州客运段担任客运乘务，列车全程运行1631公里，途经浙江省、江西省、湖南省、广东省四省。其中杭州东站至广州南站运行7小时40分，使用车次为G1403次；广州南站至杭州东站运行7小时21分，使用车次为G1404次。

## 历史
2014年12月10日，配合沪昆高铁杭州东至南昌西段通车，新增杭州东~广州南G1403/1404次列车。
2022年10月11日，配合杭州西站启用，原宣城~广州南G1182/1183、G1184/1181次列车延长至杭州西站始发终到。
2024年1月11日，全国铁路首季调图，新增广州东至杭州西之间的G3072/3075、G3073/3078次列车，由上海局集团杭州客运段担当。2025年1月5日首季调图后，G3073/3078次经沪苏湖高速铁路延长至上海虹桥站，成为沪广高速动车组列车。而G3072/3075次从杭州西站延长至南京南站始发终到，成为宁广高速动车组列车；同时G1184/1181、G1182/1183次列车延长至黄山北站始发终到。

## 使用列车
本对列车使用配属于上海局集团杭州艮山门动车运用所的CRH380BL。